# Skępe Wioska
Skępe Wioska – dawna wąskotorowa stacja kolejowa w Wiosce, w województwie kujawsko-pomorskim, w Polsce.